# اوغور بی‌لی
اوغور بی‌لی (به لاتین: Uğurbəyli، تا ۷ فوریه ۱۹۹۱ تازه‌کند Təzəkənd) یک منطقه مسکونی در جمهوری آذربایجان است که در شهرستان بردع واقع شده است. اوغور بی‌لی ۱۷۹۹ نفر جمعیت دارد.